# کفشک دریای ژاپن
کفشک دریای ژاپن (نام علمی: Cleisthenes herzensteini) نام یک گونه از سرده کفشک‌های دریای ژاپن است.